# Miquel Julià Perello
Miquel Julià Perello (* 12. April 1988 in Palma) ist ein ehemaliger spanischer Autorennfahrer.

## Karriere

### Monoposto
Miquel Julià Perello begann seine Karriere im Kartsport. 2005 belegte er den sechsten und 2006 den zehnten Gesamtrang in der spanischen ICA-Kart-Meisterschaft. 2007 wechselte er in die Formel Renault und bestritt für Epsilon Euskadi den Formel Renault 2.0 Eurocup. Trotz 14 Starts blieb er in der Gesamtwertung unplatziert. Auch in der italienischen Formel-Renault-Meisterschaft war er 2007 am Start und erreichte den 29. Gesamtrang.

### Sportwagen
Nachdem die Monoposto-Bemühungen wenig erfolgreich waren, wechselte der Spanier 2008 in den Sportwagensport und fuhr Rennen in der International GT Open. 2008 erreichte er in der Endwertung der GTS-Klasse den dritten Gesamtrang und wurde ein Jahr später in derselben Klasse Gesamtachter.